# Przyzakaźne zapalenie mózgu
Przyzakaźne zapalenie mózgu (łac. encephalitis parainfectiosa) – forma zapalenia mózgu, występująca w przebiegu różnych chorób zakaźnych, najczęściej odry, ospy wietrznej, różyczki i grypy. Nie zostało dotąd wyjaśnione, czy zachodzi tu inwazja wirusów do układu nerwowego, czy też zmiany mózgowe mają charakter odczynu alergicznego. 